# Klaus Staeck

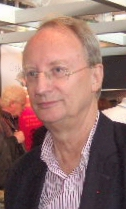
Klaus Staeck (2007)

Klaus Staeck (Pulsnitz, bij Dresden, 28 februari 1938) is een Duits graficus. Hij staat bekend als een politiekbewust persoon en maakt  satirische prenten. Daarnaast heeft hij een uitgeverij (edition Staeck), die kunst in serie uitgeeft van internationaal bekende kunstenaars zoals Joseph Beuys, Panamarenko, Dieter Roth, Nam June Paik, Wolf Vostell en vele anderen.
Staeck groeide op in de industriestad Bitterfeld. In 1956, direct na het behalen van zijn middelbareschooldiploma, verhuisde hij naar Heidelberg, waar hij rechten studeerde. Sinds de jaren zeventig is hij actief op het gebied van de politieke satire. Het leeuwendeel van zijn werk bestaat uit beeldmontages die hij typografisch van ironische   commentaren voorziet. Zijn werk richt zich onder andere tegen de politieke praktijken van de CDU en de CSU.
Vaak lukte het hem met zijn satirische werk conservatieve politici te provoceren, waardoor het regelmatig tot juridische strijd kwam, waardoor zijn bekendheid alleen maar groeide.  In de jaren 60 en 70 was zijn werk erg populair bij linksdenkenden; tegenwoordig maken velen dergelijke montages zelf op hun computer.
Klaus Staeck is lid van de SPD en ook van het bestuur van de Humanistische Union, die opkomt voor verschillende burgerrechten, bijvoorbeeld door te streven naar directe democratie en naar het afschaffen van de binnenlandse geheime dienst.
Op 29 april 2006 werd Staeck verkozen tot voorzitter van de Akademie der Künste in Berlijn. Hij is daarmee de opvolger van de Zwitserse schrijver Adolf Muschg. In hetzelfde jaar kwam Staeck in de media als tegenstander van een Arno Breker-tentoonstelling in Schwerin, terwijl hij terzelfder tijd een tentoonstelling organiseerde ter ere van Johannes Heesters, die zijn nalatenschap aan de Akademie geschonken had.

## Onderscheiding
- 1970 Zille-prijs voor politieke prenten ('sociaalkritische grafiek') in Berlijn